# ラサンの黄金
『ラサンの黄金』（原題：Lathan's Gold）は、1984年にダンジョンズ&ドラゴンズ・ファンタジー・ロールプレイングゲームのベーシックD&D向けに出版された、1人プレイ用冒険モジュールである。

## プロット概要
『ラサンの黄金』は、プレイヤーキャラクター1人だけを使用する、1人プレイ用のシナリオである。これは、プレイヤーキャラクターが誘拐犯に要求された身代金を支払うために、財宝を求めて恐怖の海に浮かぶ島々を巡る、海洋アドベンチャーである。
プレイヤーキャラクターは6人用意されており、各々の目的は異なっている。プレイヤーキャラクターは船を船長ごと雇うか、小舟を購入して航海を行なう。NPCの船員や戦闘員を雇うことができ、戦闘集団を組織することもできる。シナリオ自体はエントリーを選択することで進行する。

## 出版履歴
XSOLO 『ラサンの黄金』はマール・M・ラスムッセンが執筆、本文イラストはジェフ・イーズリーが担当し、1984年にTSRによって、外装カバー付きの32ページの中綴じ冊子として出版された。表紙イラストはジム・ロスロフが担当した。1986年に新和が日本語版を出版した。